# Königliche Litthauische Provinzialschule

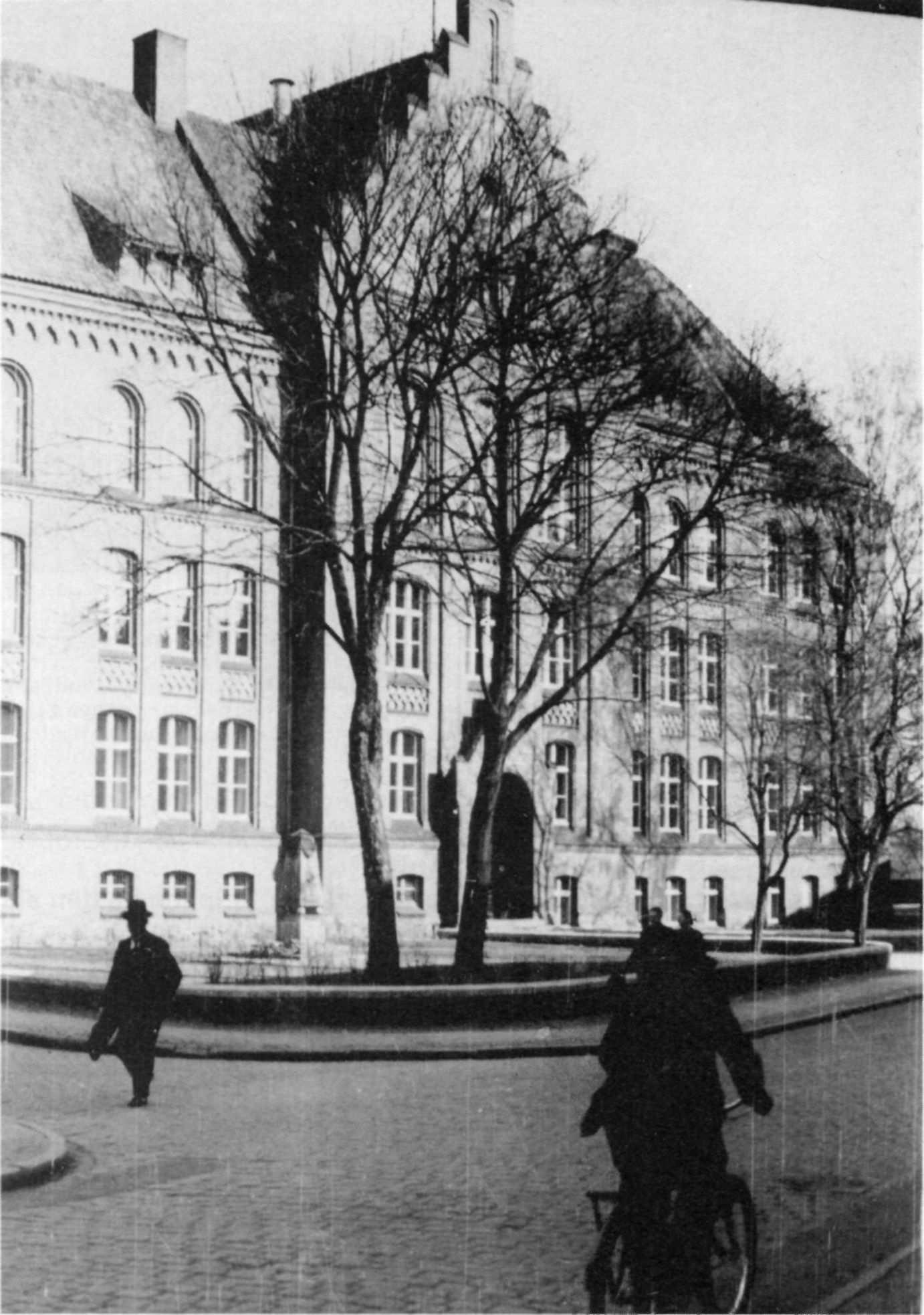
Neubau des Humanistischen Gymnasiums Tilsit

Die Königliche Litthauische Provinzialschule war ein humanistisches Gymnasium in Tilsit.

## Geschichte
Gut 30 Jahre nach seiner Gründung erhielt das Städtchen Tilsit in Preußisch Litauen 1586 eine Particularschule. Das Studium particulare sollte auf das Studium generale an der 1544 gegründeten Albertus-Universität Königsberg vorbereiten. Da Markgraf Georg Friedrich die Gründung und den Unterhalt der Schule veranlasst hatte, wurde sie im Herzogtum Preußen seit 1589 Fürstenschule genannt. An der Schule waren im Zeitraum 1586–1804 nacheinander 24 Rektoren im Amt, deren Namen und Herkunft bekannt sind. Im Königreich Preußen erhielt die Schule 1812 den Status eines Gymnasiums.
Vom 31. Mai bis zum 2. Juni 1886 feierte die Stadt das 300-jährige Jubiläum des Gymnasiums illustre Tilsense. Es spielte das Musikkorps des Dragoner-Regiments „Prinz Albrecht von Preußen“ (Litthauisches) Nr. 1. Der Oberpräsident der Provinz Ostpreußen Albrecht von Schlieckmann wünschte eine gleich schöne Jubelfeier zum 400. Gründungstag. Sie fand in Kiel statt, weil die Kieler Gelehrtenschule eine Patenschaft übernommen hatte. Festlich begangen wurde 1936 auch die 350-Jahr-Feier.

## Lehrer
- Ferdinand Clemens (1807–1861), Mathematiklehrer[4]
- Carl Heinrich Krauß (1812–1849), Mathematiklehrer
- Julius Gerlach (1819–1873), Philologe, Diakon an der Deutschen Kirche Tilsit, Mitglied der Frankfurter Nationalversammlung

## Schüler

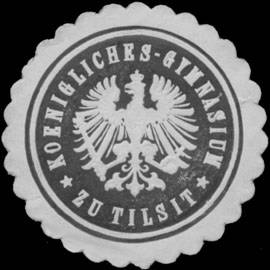
Siegelmarke des Gymnasiums

- Karl Brinkmann
- Eduard Louis Busch
- Johann Friedrich von Domhardt
- Georg Heinrici
- Walther Hubatsch
- Joachim Kaiser
- Rudolf Kowalski
- Bruno Liebrucks
- Hans Lippold[5]
- Ernst Mendrzyk
- Friedrich Julius Morgen
- Hans Remky
- Siegfried Schindelmeiser[6][7]
- Julius Albert Siehr

## Schriften
- Schulprogramme des Königlichen Gymnasiums zu Tilsit
  - 1846–1875 Digitalisat
  - 1885–1888 Digitalisat
  - 1889–1915 Digitalisat